# Wierzchowiska (gromada)
Wierzchowiska – dawna gromada, czyli najmniejsza jednostka podziału terytorialnego Polskiej Rzeczypospolitej Ludowej w latach 1954–1972.
Gromady, z gromadzkimi radami narodowymi (GRN) jako organami władzy najniższego stopnia na wsi, funkcjonowały od reformy reorganizującej administrację wiejską przeprowadzonej jesienią 1954 do momentu ich zniesienia z dniem 1 stycznia 1973, tym samym wypierając organizację gminną w latach 1954–1972.
Gromadę Wierzchowiska z siedzibą GRN w Wierzchowiskach (obecnie są to dwie wsie: Wierzchowiska Pierwsze i Wierzchowiska Drugie) utworzono – jako jedną z 8759 gromad na obszarze Polski – w powiecie kraśnickim w woj. lubelskim na mocy uchwały nr 10 WRN w Lublinie z dnia 5 października 1954. W skład jednostki weszły obszary dotychczasowych gromad Wierzchowiska I, Wierzchowiska II, Antolin i Pasieka ze zniesionej gminy Brzozówka w tymże powiecie. Dla gromady ustalono 25 członków gromadzkiej rady narodowej.
1 stycznia 1956 gromada weszła w skład reaktywowanego powiatu janowskiego w tymże województwie.
Gromada przetrwała do końca 1972 roku, czyli do kolejnej reformy gminnej.